# Топоров, Владимир Николаевич
Влади́мир Никола́евич Топоро́в (5 июля 1928, Москва — 5 декабря 2005, там же) — советский и российский лингвист и филолог. Доктор филологических наук, действительный член АН СССР (1990), после распада СССР — действительный член РАН (1991). Занимался исследованиями в области славистики, индологии, балтистики и индоевропеистики. Один из основателей московско-тартуской семиотической школы. Создатель (совместно с Вяч. Вс. Ивановым) «теории основного мифа».

## Биография
Окончил филологический факультет МГУ (1951) и аспирантуру там же (1954). В 1955 году защитил кандидатскую диссертацию «Локатив в славянских языках» (в 2 томах). Младший и старший научный сотрудник (1954—1961), ведущий научный сотрудник, заведующий сектором структурной типологии, главный научный сотрудник Института славяноведения и балканистики (1961—2005). Доктор филологических наук (1988), главный научный сотрудник Института высших гуманитарных исследований РГГУ (с 1992), действительный член Российской академии наук (1991; академик АН СССР по Отделению литературы и языка с 15 декабря 1990 года), действительный член общественной организации «Российская академия естественных наук» (1993).
Член редколлегий научных журналов «Балто-славянские исследования» (1980—2005), «Вопросы языкознания», «Этимология» (1963—2005), «Linguistica Baltica», «International Journal of Poetics» (1992—2005), «Kodikas» (1992—2005), «Proverbium» (1992—2005), «Russian Literature» (1997—2005) и др. Член международного редакционного совета журнала «Arbor Mundi» («Мировое древо»).
Член Academia Europaea, International Semiotic Society, International Language Origin Society, член International Philosophic Peirce Society. Почётный член Академии наук Латвии. Доктор honoris causa Вильнюсского университета. Член Семиотического общества США.
Скончался 5 декабря 2005 года в Москве, похоронен на Пятницком кладбище.

## Награды
Лауреат Государственной премии (1990) — за участие в работе над энциклопедией «Мифы народов мира» (в знак протеста против трагических событий в Вильнюсе 13 января 1991 года от премии отказался), премии А. И. Солженицына (1998), премии имени Андрея Белого (2003).
Был награждён Орденом Почёта (1997), литовским орденом Великого князя Литовского Гядиминаса (командорский крест) (1999) и высшей наградой Латвии — орденом Трёх звёзд IV степени (2002).

## Направления исследований
- лингвистика: сравнительно-историческое языкознание, индоевропеистика, индология, славистика, балтистика, русистика, топонимика;
- литературоведение: проблемы поэтики, структуры текста, история литературы;
- фольклор, религия и мифология, культурология, духовная культура, семиотика на материале индоевропейских этноязыковых традиций, особенно славянской (с акцентом на русской), балтийской, индоиранской, античной.

В 1960 году Топоров первым целиком перевёл на русский язык и ввёл в обращение важнейший текст палийского канона тхеравады — Дхаммападу (423 афоризма Будды), возобновив серию «Bibliotheca Buddhica», издание которой было прервано во время репрессий в СССР в 1938 году.

## Футбол
Топоров был футбольным болельщиком, посещавшим футбольные матчи с четырёхлетнего возраста, сначала вместе с отцом, потом, начиная со школьных лет и почти до конца жизни, со всё более многочисленными друзьями, к которым постепенно — эпизодически или уже на постоянной основе — присоединялись их дети и внуки со своими собственными друзьями. Страстно болел за «Спартак», за редчайшими исключениями (помимо сезона 1977 года, когда «Спартак» играл в Первой лиге; в этом сезоне, единственном в своей жизни, Топоров не ходил на футбол принципиально, не желая видеть унижения великой команды) не пропускал ни одного московского матча этой команды, при возможности бывал и на выездных.

## Семья
Был мужем и нередким соавтором востоковеда Т. Я. Елизаренковой (1929—2007). Две дочери также стали учёными-гуманитариями: Татьяна (род. 1960) — ведущий научный сотрудник Института языкознания, Анна (род. 1963) — ведущий научный сотрудник Института мировой литературы. Сестра Ирина (1940—2015) — лингвист-африканист.

## Научные труды
Автор около 1500 работ. Основные публикации:

### Переводы
- Дхаммапада / Пер. с пали, предисловие и комментарии В. Н. Топорова. (Серия «Памятники литературы народов Востока»). Москва: Изд-во вост. лит-ры. 1960.

### Монографии
- Санскрит. — Москва: Изд-во вост. лит-ры, 1960. — 134 с. — 1300 экз. — (Серия: «Языки зарубежного Востока и Африки»). Соавт. Вяч. Вс. Иванов.
- Локатив в славянских языках. — М.: Издательство АН СССР, 1961. — 380 с.
- Лингвистический анализ гидронимов Верхнего Поднепровья. — М.: Издательство АН СССР, 1962. — 271 с., карты. Соавт. О. Н. Трубачёв.
- Язык пали. — Москва: Наука, 1965. — 248 с. — 1200 экз. (Серия: «Языки народов Азии и Африки»). — 2-е изд., доп. М.: Вост.лит. 2003. Соавт. Т. Я. Елизаренкова
- Славянские языковые моделирующие семиотические системы: Древний период. — Москва: Наука, 1965. — 46 с. Соавт. В. В. Иванов
- Исследования в области славянских древностей: Лексические и фразеологические вопросы реконструкции текстов. — Москва: Наука, 1974. — 342 с. Соавт. В. В. Иванов
- Прусский язык (т. 1—5, 1975—1989, издание не завершено) .
  - А—Д. 1975. 399 стр. 2150 экз.
  - E—H. 1979. 352 стр. 1900 экз.
  - I—K. 1980. 384 стр. 1950 экз.
  - K—L. 1984. 429 стр. 1700 экз.
  - L. 1990. 424 стр. 1300 экз.
- Ахматова и Блок: (К проблеме построения поэтического диалога: «блоковский» текст Ахматовой). Berkeley, 1981. 203 p.
- Неомифологизм в русской литературе начала XX века: Роман А. А. Кондратьева «На берегах Ярыни» / В. Н. Топоров. — Trento: Vevzlin, 1990. — 326 с. — (Eurasiatica: Quaderni del Dip. di studi eurasiatici / Univ. degli studi di Venezia).
- Пушкин и Голдсмит в контексте русской Goldsmithian’ы: (к постановке вопроса). Wien, 1992. 222 p. (Wiener Slawistischer Almanach, Sonderb. 29)
- Труженичество во Христе (творческое собирание души и духовное трезвение). 1. Russian literature. XXXIII: Special issue. Amsterdam, 1993. 160 р.
- Эней — человек судьбы: (к «средиземноморской» персонологии). М.: Радикс, 1993. Ч. 1. — 195 с.
- «Бедная Лиза» Карамзина: Опыт прочтения: К двухсотлетию со дня выхода в свет. Москва: РГГУ, 1995. — 511 с.
- Святость и святые в русской духовной культуре. Москва: Шк. «Языки рус. культуры», 1995—1998.
  - Т. 1: Первый век христианства на Руси . 875 стр.;
  - Т. 2: Три века христианства на Руси (XII—XIV вв.): Память о Преподобном Сергии: И. Шмелёв — «Богомолье». 863 стр.
- О «блоковском слое» в романе А.Белого «Серебряный голубь». Amsterdam, 1996. 230 стр.
- Древнеиндийская драма Шудраки «Глиняная повозка»: Приглашение к медленному чтению. — Москва: Наука, 1998. — 414 с. — ISBN 5-900241-48-3.
- Предыстория литературы у славян: Опыт реконструкции: Введение к курсу истории славянских литератур / В. Н. Топоров; Рос. гос. гуманитар. ун-т, Ин-т высш. гуманит. исслед. — Москва: [б. и.], 1998. — 319 с. — ISBN 5-7281-0171-2
- Странный Тургенев: Четыре главы. Москва, 1998. — 188 с. — (Чтения по истории и теории культуры / РГГУ; Вып. 20.)
- Начало литовской письменности: Мартинас Мажвидас в контексте его времени: (к 450-летию со дня выхода в свет первой литовской книги). — [Доп. и испр. изд.]. — [Vilnius]: Baltos lankos; Москва: Дом Юргиса Балтрушайтиса, cop. 2001. — 117 с.: ил.
- Из истории петербургского аполлинизма: его золотые дни и крушение / В. Н. Топоров; [Рос. гос. гуманитар. ун-т, Ин-т высш. гуманитар. исслед., Центр типологии и семиотики фольклора]. — Москва: ОГИ, 2004. — 259, [1] с. — (Нация и культура / Новые исследования. История культуры). — 3000 экз. — ISBN 5-94282-129-1

### Статьи и сборники статей
Сборники статей:
- О мифопоэтическом пространстве: Избр. ст. Pisa: ECIG, 1994. 316 р.
- Миф. Ритуал. Символ. Образ: Исследования в области мифопоэтического: Избранное. Москва: Изд. группа «Прогресс-Культура», 1995. 624 стр.
- Baltų mitologijos ir ritualo tyrimai. Vilnius: Aidai, 2000. 365 p. [Исследования в области балтийской мифологии и ритуала. Избранное]
- Miasto i mit / wybrał, przełożył i wstępem opatrzył Bogusław Żyłko, Gdańsk: Słowo/Obraz Terytoria, 2000. 350 s.
- Из истории русской литературы. Т. 2: Русская литература второй половины XVIII века: исследования, материалы, публикации. М. Н. Муравьёв: Введение в творческое наследие. Москва: «Языки рус. культуры», 2001—2003. Кн. 1. 912 стр.; Кн. 2. 928 стр.
- Przestrzeń i rzecz / tłum. Bogusław Żyłko. Kraków: Tow. Autorów i Wydaw. Prac Nauk. «Universitas», 2003
- Петербургский текст русской литературы. СПб.: Искусство — СПБ, 2003 г. 616 стр.
- Из истории петербургского аполлинизма: его золотые дни и его крушение. — ОГИ, 2004. 264 стр., ил. (входит в предыдущее издание, но без иллюстраций — nES)
- Исследования по этимологии и семантике. В 4-х тт. М.: «Языки славянских культур»-«Рукописные памятники Древней Руси», 2004—2010.
  - Т. 1. Теория и некоторые частные её приложения. Москва: М.: ЯСК, 2004. 816 стр.
  - Т. 2. Индоевропейские языки и индоевропеистика.
    - Кн. 1. М.: ЯСК, 2006. 544 стр. 1000 экз.
    - Кн. 2. М.: ЯСК, 2006. 728 стр. 1000 экз.

  - Т. 3. Кн. 1. Индоарийские языки. М.: ЯСК, 2009. 376 стр. 800 экз. ISBN 978-5-9551-0332-7
  - Т. 3. Кн. 2. Индийские и иранские языки. М.: ЯСК, 2010. 384 с. 800 экз. ISBN 978-5-9551-0419-5
  - Т. 4. Кн. 1. Балтийские и славянские языки. М.: ЯСК, 2010. 416 стр. 800 экз. ISBN 978-5-9551-0388-4
  - Т. 4. Кн. 2. Балтийские и славянские языки. М.: РПДР, 2010. 512 стр. 800 экз. ISBN 978-5-9551-0442-3
- Мировое дерево: Универсальные знаковые комплексы. М.: Рукописные памятники Древней Руси, 2010.
  -  — Т. 1 (448 с., илл.) ISBN 978-5-9551-0434-8;
  - Том 2 (496 с., вклейка) ISBN 978-5-9551-0405-8. (В книге собраны работы разных лет, группирующиеся вокруг темы мирового дерева.)

Некоторые статьи:
- Значение белорусского ареала в этногенетических исследованиях Архивная копия от 15 октября 2011 на Wayback Machine // Славяне: адзінства і мнагастайнасць: Міжнародная канферэнцыя (Мінск, 24-27 мая 1990 г.): Тэзісы дакладаў і паведамленняў. Секцыя 2. Этнагенез славян. Мінск, 1990. С. 87-90.
- К реконструкции мифа о мировом яйце // Труды по знаковым системам, т. 3, Тарту, 1967

Доп.:
- Комментарий «К буддологическим исследованиям Ф. И. Щербатского» (и ред. переводов) //Ф. И. Щербатский. Избранные труды по буддизму. Москва: Наука, 1988, с.263-419
- Пространство и текст // Текст: семантика и структура. М., 1983, с. 227—284
- Текст города-девы и города-блудницы в мифологическом аспекте // Исследования по структуре текста. М., 1987, с. 121—132
- Вещь в антропоцентрической перспективе // Aequinox. М., 1993, с. 70-94
- Сократ платоновской «Апологии Сократа» как человек «осевого времени» // Славянское и балканское языкознание. Человек в пространстве Балкан. — М.: «Индрик», 2003, с. 7-18